# Droga ekspresowa S11 (Polska)
Droga ekspresowa S11 – budowana polska droga ekspresowa Kołobrzeg–Piekary Śląskie o projektowanej łącznej długości ok. 550 km. Prowadzi w większości śladem obecnej drogi nr 11 przez województwa: zachodniopomorskie, wielkopolskie, łódzkie, opolskie i śląskie.
Docelowo S11 ma łączyć kurorty środkowego wybrzeża Bałtyku przez Koszalin, Piłę, Poznań, Ostrów Wielkopolski, Lubliniec i Górnośląsko-Zagłębiowską Metropolię. Początek budowy odcinków szlakowych tej trasy zaplanowano na rok 2023, a cała trasa ma być gotowa w 2030 roku.
Na odcinku Kołobrzeg – Koszalin ma wspólny przebieg z drogą ekspresową S6 i trasą europejską E28. W rządowych planach przewidziana do realizacji jako droga w całości dwujezdniowa.

## Przebieg drogi

### Koszalin
Droga zaczyna się w pobliżu podkoszalińskich Starych Bielic, na skrzyżowaniu z drogą ekspresową S6 (węzeł Bielice). Odcinek od węzła Bielice do węzła Koszalin Zachód (z DK6) budowany był od roku 2016 wraz z S6 jako część zadania pn. Obwodnica Koszalina i Sianowa. Został otwarty 10 października 2019.

### Koszalin–Szczecinek
W październiku 2011 wydano decyzję środowiskową na odcinek S11 od węzła Bielice (S6, 0 km) do początku obwodnicy Szczecinka; wybrano wariant VI tzw. społeczny. Zaplanowano powstanie węzłów: Koszalin Zachód (DK6, 1,5 km), Niedalino (DW167, 16,2 km), Grzybnica (36,3 km), Głodowa (DW169, 38,2 km), Bobolice (DK25, 43,9 km), Wierzchowo (54,4 km). Odcinek podzielono na 4 etapy:
- Koszalin – Zegrze Pomorskie
- Zegrze Pomorskie – Kłanino
- Kłanino – Bobolice
- Bobolice – Szczecinek

#### Koszalin – Zegrze P. – Kłanino – Bobolice
Kontrakty na odcinki Koszalin – Zegrze oraz Kłanino – Bobolice podpisano 4 marca 2020 r., natomiast kontrakt na odc. od Zegrz do Kłanina podpisano 7 lutego 2020. Wszystkie 3 etapy wchodzące w skład odc. Koszalin – Bobolice otwarto do ruchu 26 września 2023 r.

#### Bobolice – Szczecinek
W styczniu 2018 odbył się przetarg na opracowanie dokumentacji dla drogi ekspresowej S11 na odcinku od w. Bobolice (bez węzła) do w. Szczecinek Północ (z węzłem) o długości 24,5 km. Przetarg wygrał Transprojekt Gdański, z którym 19 marca 2018 podpisano umowę. Dokumentacja projektowa wraz z projektami budowlanymi i wykonawczymi powstała w ciągu 14 miesięcy. Następnie, 28 sierpnia 2023 r. została podpisana umowa na realizację tego odcinka.

### Szczecinek
Obwodnica Szczecinka – 12 km
Przetarg na zaprojektowanie i budowę obwodnicy Szczecinka został ogłoszony w sierpniu 2014. Umowę na ten odcinek podpisano 13 listopada 2015 roku. Inwestycję realizowało konsorcjum firm Eurovia Polska – Warbud. Wartość podpisanego kontraktu opiewała na 322 817 734,32 złotych. Realizacja zadania potrwać miała 34 miesiące, w tym 15 miesięcy było przewidziane na prace projektowe. Budowa drogi miała zostać ukończona w kwietniu 2019. 15 marca 2017 wojewoda zachodniopomorski wydał zezwolenie na realizację inwestycji drogowej obwodnicy miasta Szczecinek, co formalnie oznaczało rozpoczęcie budowy obwodnicy. Obwodnica Szczecinka omija miasto od strony wschodniej i wyprowadza z niego ruch tranzytowy w ciągu drogi krajowej nr 11. Zaczyna się bezpośrednio za skrzyżowaniem do miejscowości Skotniki w granicach miasta Szczecinka (53°45′25,14″N 16°39′01,68″E/53,756983 16,650467). Końcowy fragment obwodnicy znajduje się nieco na południe od skrzyżowania z drogą powiatową w kierunku miejscowości Turowo (53°39′55,96″N 16°43′43,02″E/53,665544 16,728617). Częściowo przebiega wzdłuż istniejącej linii kolejowej Koszalin – Szczecinek po jej wschodniej stronie. Włączenie do istniejącej drogi krajowej nr 11 od północy następuje w ul. Koszalińską (rondo) natomiast od południa –– w ul. Pilską (rondo). W ciągu obwodnicy Szczecinka znajdują się 3 węzły – Szczecinek Śródmieście i Szczecinek Wschód oraz Szczecinek Południe. Oddana do użytku 7 listopada 2019 r.

### Szczecinek – Piła
długość 59 km. 4 września 2023 r. wydano decyzję środowiskową dla tego odcinka.

### Piła– Ujście
długość: 23 km
Planowana droga ekspresowa omijająca od strony wschodniej miasto Piłę i Ujście. W ciągu obwodnicy planuje się stworzenie czterech węzłów: Piła Podlasie, Piła Przemysłowa, Motylewo i Chrustowo. Od węzła Piła Podlasie będzie przebiegać wspólnie z S10. 3 kwietnia 2020 r. podpisano umowę na opracowanie STEŚ, a 12 września 2023r. złożono wniosek o wydanie decyzji o środowiskowych uwarunkowaniach.

### Ujście – Oborniki
Długość: ok. 49 km. 17 stycznia 2018 r. podpisano umowy na opracowanie STEŚ, koncepcji programowej oraz studium korytarzowego, a 29 października 2021 r. złożono wniosek o wydanie decyzji o środowiskowych uwarunkowaniach. 7 sierpnia 2025 roku została wydana decyzja środowiskowa, w której wskazany w niej został wariant nr 2 przebiegu trasy o długości 43,1 km.

### Obw. Obornik – Poznań
Długość: ok. 22 km. 30 stycznia 2018 r. podpisano umowy na opracowanie STEŚ, koncepcji programowej oraz studium korytarzowego. 11 kwietnia 2022 r. wydano decyzję o uwarunkowaniach środowiskowych, a 10 października 2023r. ogłoszono przetarg na budowę odcinka.

### Poznań
Zachodnia obwodnica Poznania

S11 jako zachodnia obwodnica Poznania

Przebieg od węzła Poznań Północ (d. Suchy Las / Złotkowo) do węzła Poznań Zachód (d. Głuchowo) na autostradzie A2. Odcinki, wchodzące w skład zachodniej obwodnicy Poznania:
- etap IIa – w. Poznań Północ – w. Poznań Rokietnica (d. Rokietnica). Odcinek długości 7,7 km. Przetarg na jego budowę ogłoszono 26 czerwca 2009, a 14 kwietnia 2010 podpisano umowę z konsorcjum firm Colas i Strabag. Wartość umowy wyniosła 229 mln zł. 30 października 2012 odcinek oddano do użytkowania[30].

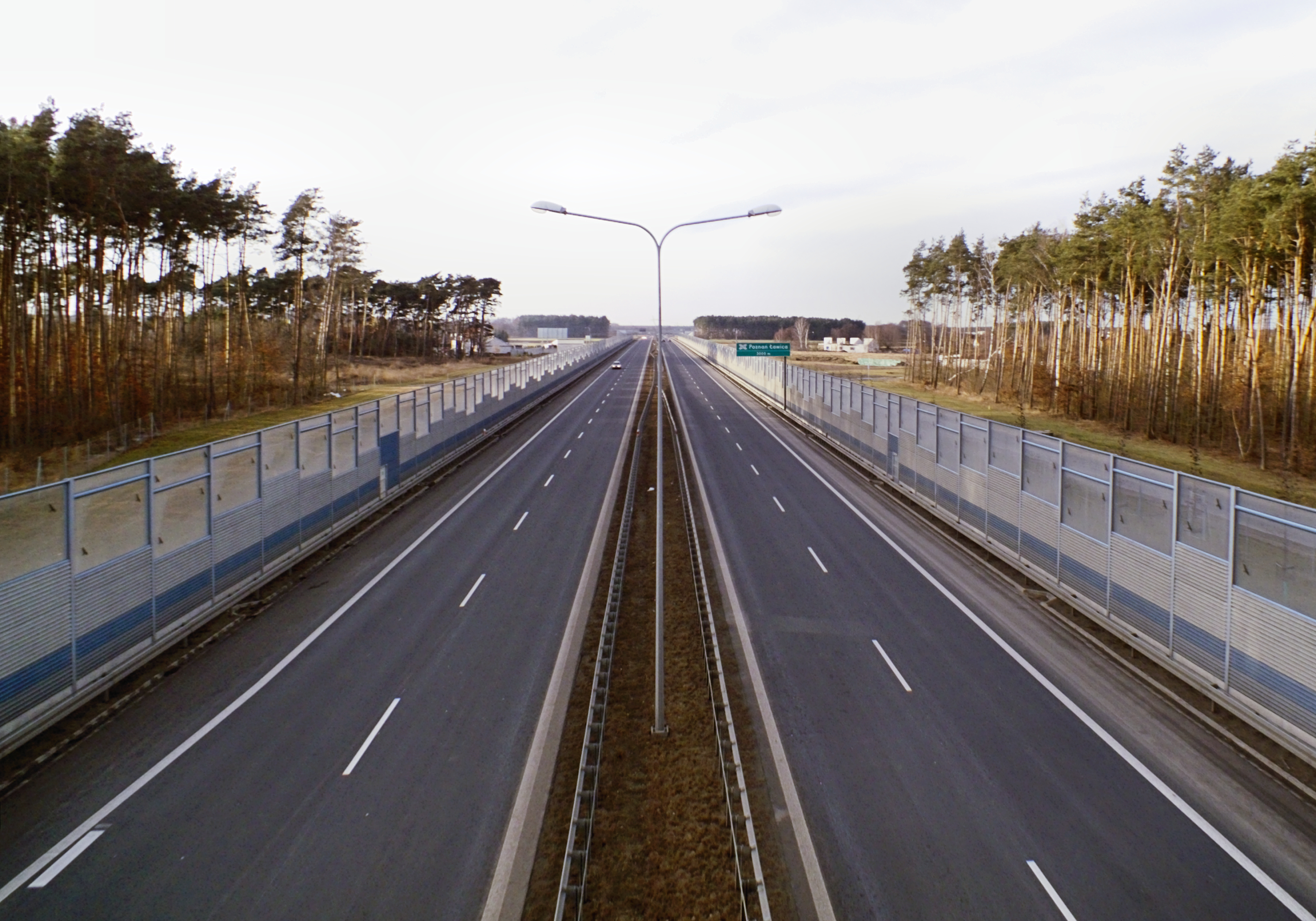
Zachodnia obwodnica Poznania, widok na północ z północnego (jednego z trzech) wiaduktu pomiędzy Dąbrową a Zakrzewem

- etap IIb – w. Poznań Rokietnica – w. Poznań Tarnowo Podgórne (d. Swadzim), bez realizacji węzłów. Odcinek długości 5,3 km. 12 kwietnia 2013 zawarto umowę na budowę z wykonawcą – firmą Skanska. Jego otwarcie dla ruchu nastąpiło 19 grudnia 2014[31].
- etap I – w. Poznań Tarnowo Podgórne – w. Poznań Zachód. Odcinek długości 14,2 km. W marcu 2009 r. wydano pozwolenie na budowę. 26 czerwca 2009 podpisano kontrakt z konsorcjum Skanska i Intercor za cenę 458 710 749 zł. 28 listopada 2011 oddano 8,1 km trasy od węzła Poznań Tarnowo Podgórne do węzła Poznań Dąbrówka (d. Dąbrówka)[32]. 3 czerwca 2012 oddano 6,1 km na odcinku Poznań Skórzewo – Poznań Zachód[33].

Południowa obwodnica Poznania

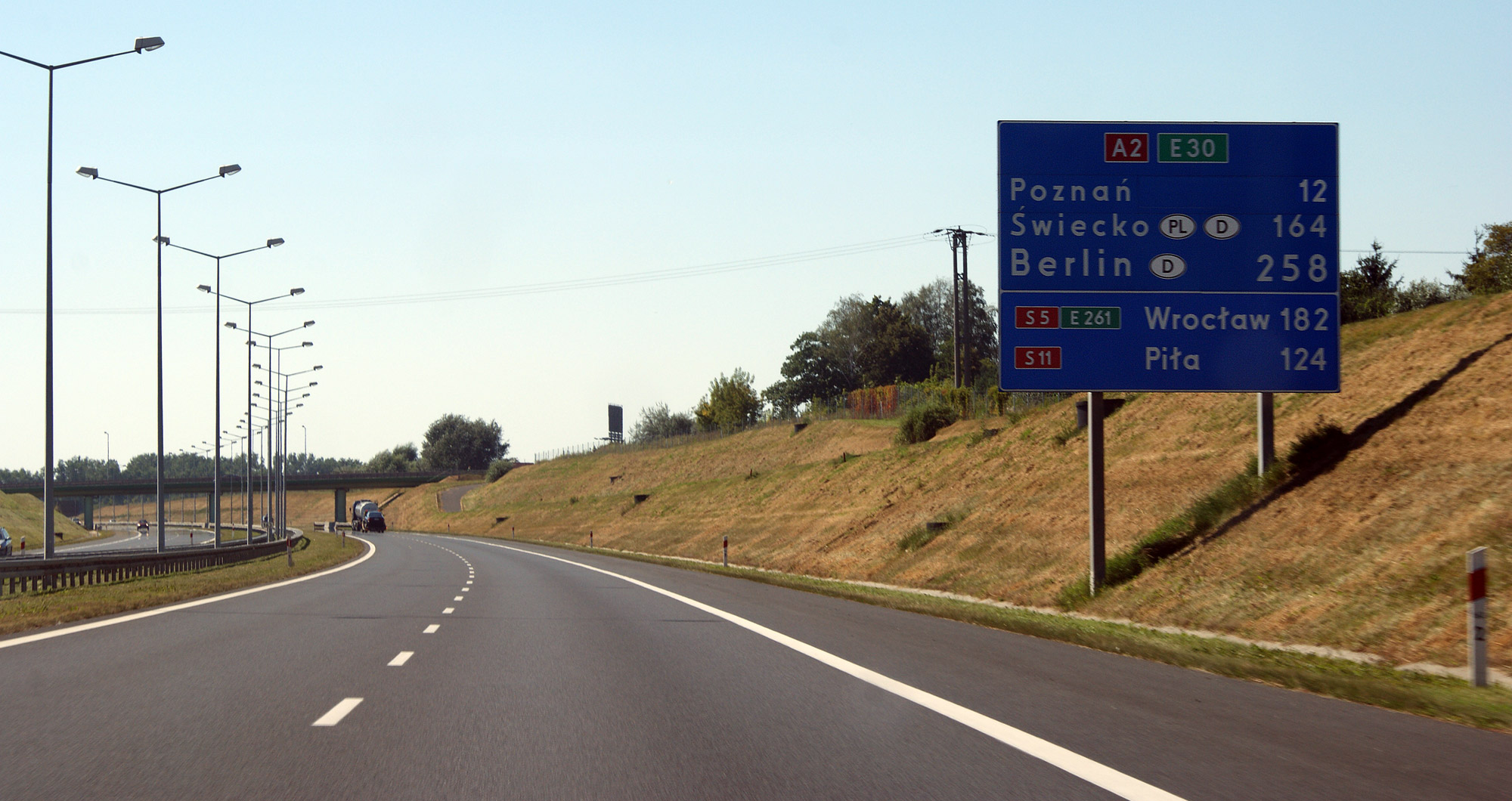
Autostrada A2 ze współnym przebiegiem z S11. Widoczny znak informujący o odległości do Piły. (2012)

Odcinek wspólny z autostradą A2 (ok. 26,1 km) oddany do użytkowania 12 września 2003 (odcinek Poznań Komorniki – Poznań Krzesiny) i 27 października 2004 (odcinek Poznań Zachód – Poznań Komorniki), jednak funkcjonalny od 19 grudnia 2014, gdy otwarto ostatni fragment obwodnicy zachodniej.

### WęzełPoznań Krzesiny– węzełKórnik Południe(d.Pierzchno)
14,1 km;
3 kwietnia 2006 poznański oddział GDDKiA rozpoczął modernizację drogi krajowej nr 11 na 14-kilometrowym odcinku pomiędzy węzłem autostradowym Poznań Krzesiny na autostradzie A2 a Kórnikiem. Zmodernizowany odcinek oddano do użytku 7 czerwca 2009. Na trasie powstało m.in. pięć węzłów z drogami podrzędnymi (Koninko, Gądki, Robakowo, Kórnik Północ oraz Kórnik Południe), a także obiekty mostowe.

### Kórnik – Jarocin
Długość: 37 km. Na odcinku pomiędzy Kórnikiem i Ostrowem Wielkopolskim planowana droga ekspresowa ominie Środę Wielkopolską i Pleszew.

### Obwodnica Jarocina
Obwodnica Jarocina – obwodnica Jarocina od węzła Mieszków do węzła Jarocin o długość 13 km
Decyzja środowiskowa została wydana 9 marca 2009 r. 18 listopada 2014 podpisano umowę na budowę obwodnicy Jarocina w systemie Projektuj i buduj. Przetarg na budowę wygrała firma Budimex, która zadeklarowała 24-miesięczny okres realizacji zadania. Umowa opiewała na kwotę ponad 293 mln zł brutto. Wykonawca w ramach podpisanej umowy wykonywał optymalizację dokumentacji projektowej oraz budowę samej obwodnicy jednocześnie. Obwodnica została oddana do użytku 30 sierpnia 2017 roku.

### Jarocin – Ostrów Wlkp.
Długość: 49 km. 18 maja 2020 r. podpisano umowę na opracowanie STEŚ. Na odcinku pomiędzy Kórnikiem i Ostrowem Wielkopolskim planowana droga ekspresowa ominie Pleszew. Połączy również odcinek S11 na południe od Poznania i autostrady A2 z istniejącą obwodnicą Jarocina oraz Ostrowa Wielkopolskiego.

### Obwodnica Ostrowa Wielkopolskiego
Obwodnica Ostrowa Wielkopolskiego omija miasto od strony wschodniej. Droga budowana była w dwóch etapach, a prace nad obwodnicą prowadzone były przy współpracy GDDKiA oraz starostwa powiatu ostrowskiego. Dzięki wybudowaniu obwodnicy skróceniu uległ czas przejazdu w kierunkach Poznań – Ostrów Wlkp. – Katowice oraz Kalisz – Ostrów Wlkp. – Wrocław.
Etap I – 6,2 km od węzła Ostrów Wlkp. Północ (d. Franklinów) do węzła Ostrów Wielkopolski Wschód
I etap obejmował budowę 6,2 km jednojezdniowej drogi ekspresowej S11 (dwie jezdnie tylko w rejonie węzłów), 2 węzłów, 7 obiektów inżynierskich (mosty, wiadukty) oraz 2 km odcinek DK25 w okolicach węzła Ostrów. Zezwolenie na budowę I etapu obwodnicy Ostrowa Wielkopolskiego wydał wojewoda wielkopolski 6 września 2007 roku. Wykonawca I etapu, Budimex Dromex, został wyłoniony 17 marca 2008 roku, a 3 czerwca 2008 roku nastąpiło uroczyste wbicie pierwszej łopaty i oficjalne rozpoczęcie budowy. Zaproponowany koszt inwestycji to około 212 mln złotych.
I etap Obwodnicy Ostrowa Wielkopolskiego oddano do użytku 26 listopada 2009. Zapowiadane przez polityków w czasie uroczystości dobudowanie drugiej jezdni w ramach realizacji II etapu nie zostało zrealizowane.
Etap II – 12,8 km od węzła Ostrów Wielkopolski Wschód (pierwotnie Czekanów) do węzła Przygodzice (pierwotnie Strugi)
Realizacja II etapu planowana była pierwotnie na lata 2009–2010. Opracowano dokumentację, przetarg został ogłoszony w listopadzie 2009. Anulowano go 22 lutego 2011.
Przetarg na budowę II etapu obwodnicy w systemie Projektuj i buduj poznański oddział GDDKiA ogłosił ponownie 7 października 2013. Przetarg wygrała firma Mota-Engil Central Europe S.A. i Mota-Engil, Engenharia e Construcao S.A. 18 listopada 2014 podpisano umowę na budowę II etapu obwodnicy. Według kontraktu budowa rozpoczęła się 10 października 2014 roku, drogę oddano do użytku 12 lipca 2017. Umowa opiewała na kwotę prawie 285 mln zł.

### Ostrów Wielkopolski – Kępno
Długość: 30 km. 30 stycznia 2018 r. podpisano umowy na opracowanie STEŚ, koncepcji programowej oraz studium korytarzowego, a 31 stycznia 2022 r. wydano decyzję o uwarunkowaniach środowiskowych. 25 września 2024 r. ogłoszono przetarg.

### ObwodnicaKępna
etap I, łącznik z S8 – 4,5 km
Umowę na zaprojektowanie i budowę dwujezdniowej jezdni o długości blisko 4,5 km podpisano 7 października 2015 roku. Droga przebiega od istniejącej drogi krajowej nr 11 do węzła Kępno Krążkowy wybudowanego w ramach budowy drogi ekspresowej S8 Syców – Kępno – Wieruszów – Walichnowy. Gdy budowana będzie dalsza część S11 rondo na DK11 ma zastąpić węzeł Kępno Północ. Odcinek otwarto 23 maja 2018, na dwa miesiące przed terminem.
etap II, obwodnica Kępna i Baranowa – 13,4 km
Odcinek ten łączy węzeł Kępno Krążkowy z obecną DK11 w okolicy Baranowa. Szosa jest dwujezdniowa tylko do drogi wojewódzkiej nr 482 (węzeł Kępno Wschód). Prace budowlane rozpoczęły się w sierpniu 2019 roku, zaś otwarcie nastąpiło 16 sierpnia 2021 roku.

### Kępno – Olesno
Długość: 45,8 km. Przetarg na projekt i budowę ogłoszono 31 sierpnia 2023 r. Całość zostanie podzielona na trzy odcinki realizacyjne:
- koniec obwodnicy Kępna – Siemianice (12,5 km),
- Siemianice – Gotartów (22,7 km),
- Gotartów – początek obwodnicy Olesna (10,5 km).

### Obwodnica Olesna
Obwodnica Olesna o długości 28 km została otwarta 24 lipca 2023 r. Prace budowlane zostały rozpoczęte w styczniu 2021 roku. Koszt to około 800 mln zł. Jest to najważniejsza inwestycja drogowa w woj. opolskim po opolskim odcinku A4. Obwodnica kończy się w miejscu granicy województw opolskiego oraz śląskiego.

### Granica woj. opolskiego - Lubliniec -Tarnowskie Góry
odcinek o dł. 28 km; 9 października 2018 r. podpisano umowę na przygotowanie Studium techniczno-ekonomiczno-środowiskowego
Obwodnica Lublińca
W roku 2011 otwarto obwodnicę Lublińca, oznaczona jest jednak jako droga krajowa; obwodnica posiada tylko jeden bezkolizyjny węzeł.

### Obwodnica Tarnowskich Gór
Odcinek o dł. 35 km. 9 października 2018 r. podpisano umowę na przygotowanie Studium techniczno-ekonomiczno-środowiskowego
Planowane rozpoczęcie prac miało nastąpić w roku 2022. Na tym odc. zlokalizowano węzeł Tworóg, stanowiący połączenie z istniejącą DW907 oraz węzeł Tarnowskie Góry Zachód, stanowiący połączenie drogi ekspresowej z miastem Tarnowskie Góry, poprzez odcinek projektowanej drogi gminnej długości 3,7 km. Dalej przez gminę Świerklaniec, gdzie zaprojektowano węzeł Tarnowskie Góry Wschód na połączeniu z DK78 (ul. Główna). Ostatecznie 25 września 2023 r. złożono wniosek o wydanie DŚU i ostatecznie 24 czerwca 2025 roku Regionalny Dyrektor Ochrony Środowiska w Katowicach wydał decyzję środowiskową dla tego odcinka drogi, określając jej ostateczny przebieg w wariancie II. Odcinek rozpoczyna się na granicy powiatów lublinieckiego i tarnogórskiego, następnie od północnego wschodu omija miejscowości Tworóg i Boruszowice, od północy Tarnowskie Góry, a od zachodu Nakło Śląskie. W końcowej fazie trasa przechodzi pomiędzy Radzionkowem a Orzechem. Zakończenie S11 następuje poprzez wpięcie do węzła Piekary Śląskie z autostradą A1 i drogą wojewódzką nr 911.

#### Piekary Śląskie
Trasa S11 ma rozpoczynać się na węźle z A1 w Piekarach Śląskich. Następnie ma zostać poprowadzona od wschodniej strony Radzionkowa, by między Orzechem i Radzionkowem skierować się w stronę Nakła Śląskiego i Tarnowskich Gór. Początek prac planowany był na rok 2020.

## Wykaz istniejących odcinków
Jest to wykaz odcinków w standardzie co najmniej drogi ekspresowej pokrywających się z docelowym przebiegiem drogi, niezależnie od oznakowania.
| Kołobrzeg Wschód – Ustronie Morskie                                                                     | ok. 10,5 km |             | 10 października 2019                                        | Odcinek wybudowany w ramach budowy S6. Wspólny przebieg z S6.                                                                                       |  |  |  |  |
| Ustronie Morskie – Koszalin                                                                             | ok. 24,2 km |             | 10 października 2019                                        | Odcinek wybudowany w ramach budowy S6. Wspólny przebieg z S6.                                                                                       |  |  |  |  |
| obwodnica Koszalina i Sianowa (odcinek Bielice – Koszalin Zachód)                                       | 1,593 km    |             | 10 października 2019                                        | |  |  |  |  |
| odcinek Koszalin Zachód – Bobolice                                                                      | 48 km       |             | 26 września 2023                                            | |  |  |  |  |
| obwodnica Szczecinka                                                                                    | 12 km       |             | 7 listopada 2019                                            | |  |  |  |  |
| zachodnia obwodnica Poznania (odcinek Poznań Północ – Poznań Zachód)                                    | 7,7 km      |             | 30 października 2012                                        | |  |  |  |  |
| zachodnia obwodnica Poznania (odcinek Poznań Północ – Poznań Zachód)                                    | 5,3 km      |             | 19 grudnia 2014                                             | Odcinek mocno opóźniony ze względu na protesty mieszkańców i ekologów.                                                                              |  |  |  |  |
| zachodnia obwodnica Poznania (odcinek Poznań Północ – Poznań Zachód)                                    | 14,2 km     |             | 3 czerwca 2012                                              | |  |  |  |  |
| odcinek Poznań Zachód – Poznań Krzesiny                                                                 | ok. 16 km   | 154,7–170,5 | 13 września 2003                                            | Południowa obwodnica Poznania; w ciągu autostrady A2                                                                                                |  |  |  |  |
| odcinek Poznań Krzesiny – Kórnik Południe                                                               | 14,1 km     | 0,0–14,1    | 7 czerwca 2009                                              | |  |  |  |  |
| |             |             |                                                             | |  |  |  |  |
| obwodnica Jarocina                                                                                      | ok. 8 km    |             | 30 sierpnia 2017                                            | wraz z obwodnicą wybudowano fragment DK11 od wsi Elżbietów dł. 2,5 km oraz łącznicę między w. Jarocin i DK11 na granicy z miejscowością Witaszyczki |  |  |  |  |
| |             |             |                                                             | |  |  |  |  |
| obwodnica Ostrowa Wlkp.                                                                                 | 6,2 km      | 0,0–5,9     | 26 listopada 2009                                           | Droga ekspresowa 1-jezdniowa; na węzłach dwie jezdnie                                                                                               |  |  |  |  |
| obwodnica Ostrowa Wlkp.                                                                                 | 12,8 km     |             | 12 lipca 2017                                               | |  |  |  |  |
| |             |             |                                                             | |  |  |  |  |
| obwodnica Kępna – cz. północna odcinek Rondo Hanulin (tymcz.) – węzeł Baranów                           | ok. 17,9 km |             | 23 maja 2018 – pierwszy etap, 16 sierpnia 2021 – drugi etap | Odcinek między węzłem Kępno Wschód a Baranów w przekroju 1-jezdniowym (ok. 4,2 km)                                                                  |  |  |  |  |
| obwodnica Olesna odcinek rondo w Kolonii Ciarki (tymcz.) – węzeł Olesno – rondo koło Szyszkowa (tymcz.) | ok. 25 km   |             | 24 lipca 2023                                               | |  |  |  |  |

## Odcinki w budowie

### Bobolice – Szczecinek
Długość: 24,5 km. W styczniu 2018 odbył się przetarg na opracowanie dokumentacji dla niniejszego odcinka; zwycięzcą została firma Transprojekt Gdański, z którą 19 marca 2018 podpisano umowę. Dokumentacja projektowa wraz z projektami budowlanymi i wykonawczymi powstała w ciągu 14 miesięcy.Następnie, 28 sierpnia 2023 r. została podpisana umowa na realizację tego odcinka.

### Obwodnica Kępna (druga jezdnia)
Długość: 4 km. Przetarg ogłoszono 15 września 2023 r., a umowę podpisano 17 kwietnia 2024 r. Inwestycję za ponad 69 mln zł zrealizuje konsorcjum Mirbud (lider) i Kobylarnia. Termin realizacji to 33 miesiące od podpisania umowy z wyłączeniem przerw zimowych (16 grudnia – 15 marca) w okresie prac budowlanych. Zakończenie robót planowane jest w drugiej połowie 2027 roku.

### Kępno - Siemianice
Długość: 12,5 km. Przetarg na projekt i budowę ogłoszono 31 sierpnia 2023 r. Umowę na budowę podpisano 28 marca 2023 r.

## Odcinki na etapie przetargu

### Obw. Oborniki – Poznań
Długość: ok. 22 km. 30 stycznia 2018 r. podpisano umowy na opracowanie STEŚ, koncepcji programowej oraz studium korytarzowego. 11 kwietnia 2022 r. wydano decyzję o uwarunkowaniach środowiskowych, a 10 października 2023 r. ogłoszono przetarg na budowę odcinka.

### Siemianice – Gotartów
Długość: 22,7 km. Przetarg na projekt i budowę ogłoszono 31 sierpnia 2023 r.

### Gotartów – początek obwodnicy Olesna
Długość: 10,5 km. Przetarg na projekt i budowę ogłoszono 31 sierpnia 2023 r.

## Stowarzyszenie Gmin, Powiatów i Województw „Droga S11”
Z inicjatywy prof. Marka Ziółkowskiego wicemarszałka Senatu RP, podczas konferencji w Koszalinie pn. S11 – droga nad morze 7 lipca 2006, powstało Stowarzyszenie Gmin, Powiatów i Województw „Droga S11" z siedzibą w Poznaniu, skupiające początkowo 17 samorządów leżących przy trasie nr 11. Planowano, że do końca września dołączy kolejnych 30 członków. Stowarzyszenie za cel postawiło sobie doprowadzenie do przyspieszenia budowy drogi ekspresowej S11 m.in. poprzez lepszą współpracę samorządów z GDDKiA oraz lobbowanie za przyspieszeniem budowy